# Superman Returns (videojuego)
Superman Returns es un videojuego basado en la película del mismo título. Desarrollado por Electronic Arts-Tiburon en Orlando, Florida, en colaboración con Warner Bros, Interactive Entertainment y DC Comics.

## Recepción
El juego recibió críticas generalmente mixtas y negativas.